# Kamas
Kamas je město v okresu Summit County ve státě Utah ve Spojených státech amerických. K roku 2000 zde žilo 1 274 obyvatel. S celkovou rozlohou 4 km² byla hustota zalidnění 307,5 obyvatel na km².